# Myslibořice
Myslibořice är en ort i Tjeckien.   Den ligger i regionen Vysočina, i den sydöstra delen av landet, 160 km sydost om huvudstaden Prag. Myslibořice ligger 486 meter över havet och antalet invånare är 709.
Terrängen runt Myslibořice är platt. Runt Myslibořice är det ganska glesbefolkat, med 40 invånare per kvadratkilometer. Närmaste större samhälle är Třebíč, 14,5 km nordväst om Myslibořice. Trakten runt Myslibořice består till största delen av jordbruksmark.